# Paramorsimus maculifolius
Paramorsimus maculifolius är en insektsart som först beskrevs av Francois Jules Pictet de la Rive och Henri Saussure 1892.  Paramorsimus maculifolius ingår i släktet Paramorsimus och familjen vårtbitare. Inga underarter finns listade i Catalogue of Life.